# Archidiecezja wileńska
Archidiecezja wileńska (łac. Archidioecesis Vilnensis; lit. Vilniaus arkivyskupija) – katolicka diecezja litewska położona we wschodniej części kraju. Siedziba arcybiskupa znajduje się w archikatedrze św. Stanisława Biskupa i św. Władysława w Wilnie.

## Historia
Została ustanowiona 12 marca 1388 lub w 1390 roku przez papieża Urbana VI. Do 1798 podlegała pod metropolię gnieźnieńską, od 1798 do 1925 pod metropolię mohylewską. W 1925 w wyniku konkordatu podniesiona do rangi archidiecezji.
W okresie II wojny światowej zginęło 122 duchownych archidiecezji: 84 księży diecezjalnych, 7 kleryków i ponad 30 zakonników.
W 1945 wschodnia część archidiecezji znalazła się na terenie ZSRR (Litewska SRR i Białoruska SRR). Z zachodniej części, która znalazła się w granicach Polski, utworzono administrację apostolską w Białymstoku, istniejącą w latach 1945–1991.
Archidiecezja wileńska została przywrócona na terenie Litwy w 1991. Na terenie Białorusi z terenów archidiecezji wileńskiej utworzono diecezję grodzieńską. W tym samym roku z administracji w Białymstoku utworzono diecezję białostocką.

## Biskupi
- ordynariusz – abp Gintaras Grušas
- biskup pomocniczy – bp Arūnas Poniškaitis
- biskup pomocniczy – bp Darius Trijonis
- biskup senior – kard. Audrys Bačkis

## Podział administracyjny
W skład archidiecezji wileńskiej wchodzą 95 parafie zgrupowane w 9 dekanatach:
- Ignalino
- Kalwaria
- Nowa Wilejka
- Soleczniki
- Święciany
- Troki
- Orany
- Wilno I
- Wilno II

## Sanktuaria
- Ostra Brama
- Archikatedra św. Stanisława Biskupa i św. Władysława[4]
- Sanktuarium Miłosierdzia Bożego w Wilnie
- Kościół św. Jakuba i Filipa i klasztor Dominikanów w Wilnie
- Kościół Znalezienia Krzyża Świętego w Wilnie
- Kościół św. Krzyża i klasztor Bonifratrów w Wilnie
- Bazylika Nawiedzenia Najświętszej Maryi Panny w Trokach

## Patroni
- św. Kazimierz Jagiellończyk
- św. Andrzej Bobola (patron drugorzędny)

## Święci i błogosławieni

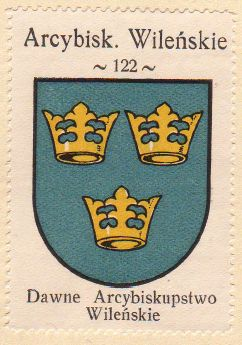
Herb archidiecezji

Wśród świętych i błogosławionych związanych z archidiecezją wileńską znajdują się:
- św. Andrzej Bobola
- św. Kazimierz Jagiellończyk
- św. o. Rafał Kalinowski OCD
- św. abp Jozafat Kuncewicz OSBM
- św. s. Faustyna Kowalska ZMBM
- św. o. Maksymilian Maria Kolbe OFMConv.
- bł. Marianna Biernacka
- bł. ks. Mieczysław Bohatkiewicz
- bł. ks. Henryk Hlebowicz
- bł. ks. Jerzy Kaszyra MIC
- bł. ks. Antoni Leszczewicz MIC
- bł. ks. Władysław Maćkowiak
- bł. s. Bogumiła Noiszewska CSIC,
- bł. o. Achilles Puchała OFMConv.
- bł. ks. Stanisław Pyrtek
- bł. ks. Michał Sopoćko
- bł. o. Karol Herman Stępień OFMConv
- bł. s. Maria Marta Kazimiera Wołowska CSIC
- 11 męczennic z Nowogródka

## Miasta archidiecezji

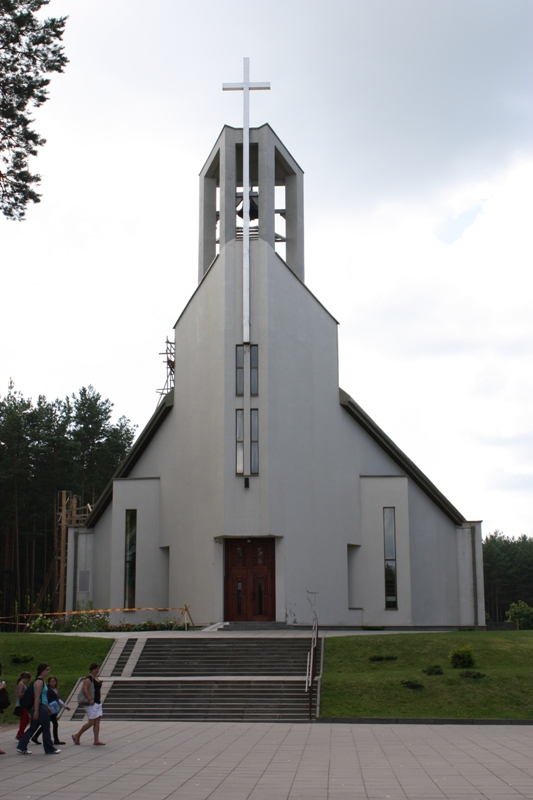
Kościół św. Pawła Apostoła w Wisaginii

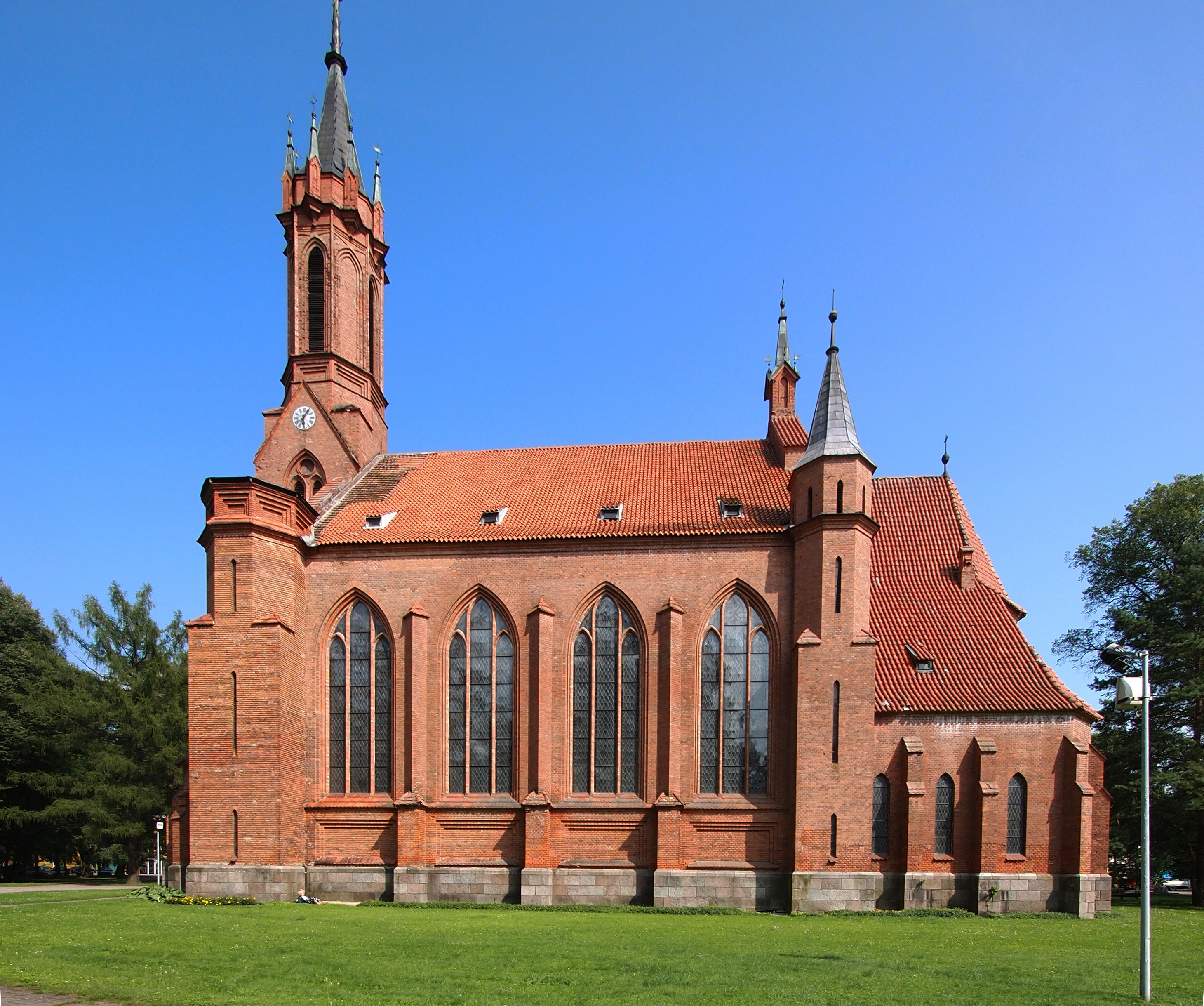
Kościół Matki Boskiej Szkaplerznej w Druskienikach

| Herb | Miasto         | Dekanat                                | Okręg    | Rejon        | Ludność | Liczba parafii |
| ---- | -------------- | -------------------------------------- | -------- | ------------ | ------- | -------------- |
|      | Wilno          | Wilno I Wilno II Kalwaria Nowa Wilejka | wileński | Wilno        | 551 020 | 19             |
|      | Wisaginia      | Ignalino                               | uciański | wisagiński   | 18 031  | 1              |
|      | Druskieniki    | Orany                                  | olicki   | druskienicki | 12 055  | 2              |
|      | Grzegorzewo    | Troki                                  | wileński | Wilno        | 10 815  | 1              |
|      | Landwarów      | Troki                                  | wileński | trocki       | 10 004  | 1              |
|      | Orany          | Orany                                  | olicki   | orański      | 7 892   | 1              |
|      | Soleczniki     | Soleczniki                             | wileński | solecznicki  | 6 715   | 1              |
|      | Podbrodzie     | Święciany                              | wileński | święciański  | 5 339   | 1              |
|      | Ignalino       | Ignalino                               | uciański | ignaliński   | 4 836   | 1              |
|      | Nowe Święciany | Święciany                              | wileński | święciański  | 4 726   | 1              |
|      | Niemenczyn     | Nowa Wilejka                           | wileński | wileński     | 4 493   | 1              |
|      | Troki          | Troki                                  | wileński | trocki       | 4 141   | 1              |
|      | Święciany      | Święciany                              | wileński | święciański  | 4 065   | 1              |
|      | Ejszyszki      | Soleczniki                             | wileński | solecznicki  | 3 006   | 1              |
|      | Dukszty        | Ignalino                               | uciański | ignaliński   | 737     | 1              |

## Galeria

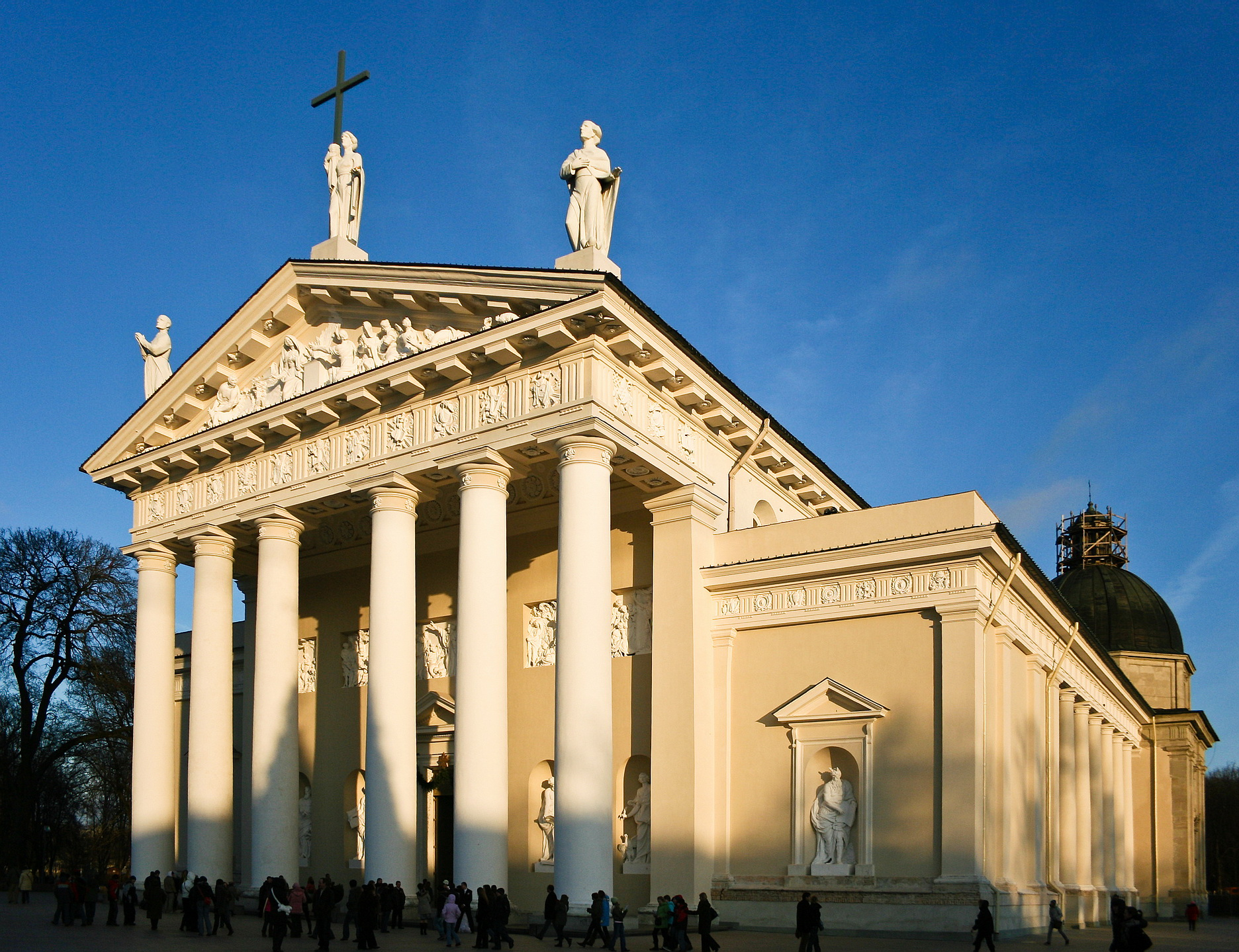
Bazylika archikatedralna św. Stanisława Biskupa i św. Władysława w Wilnie
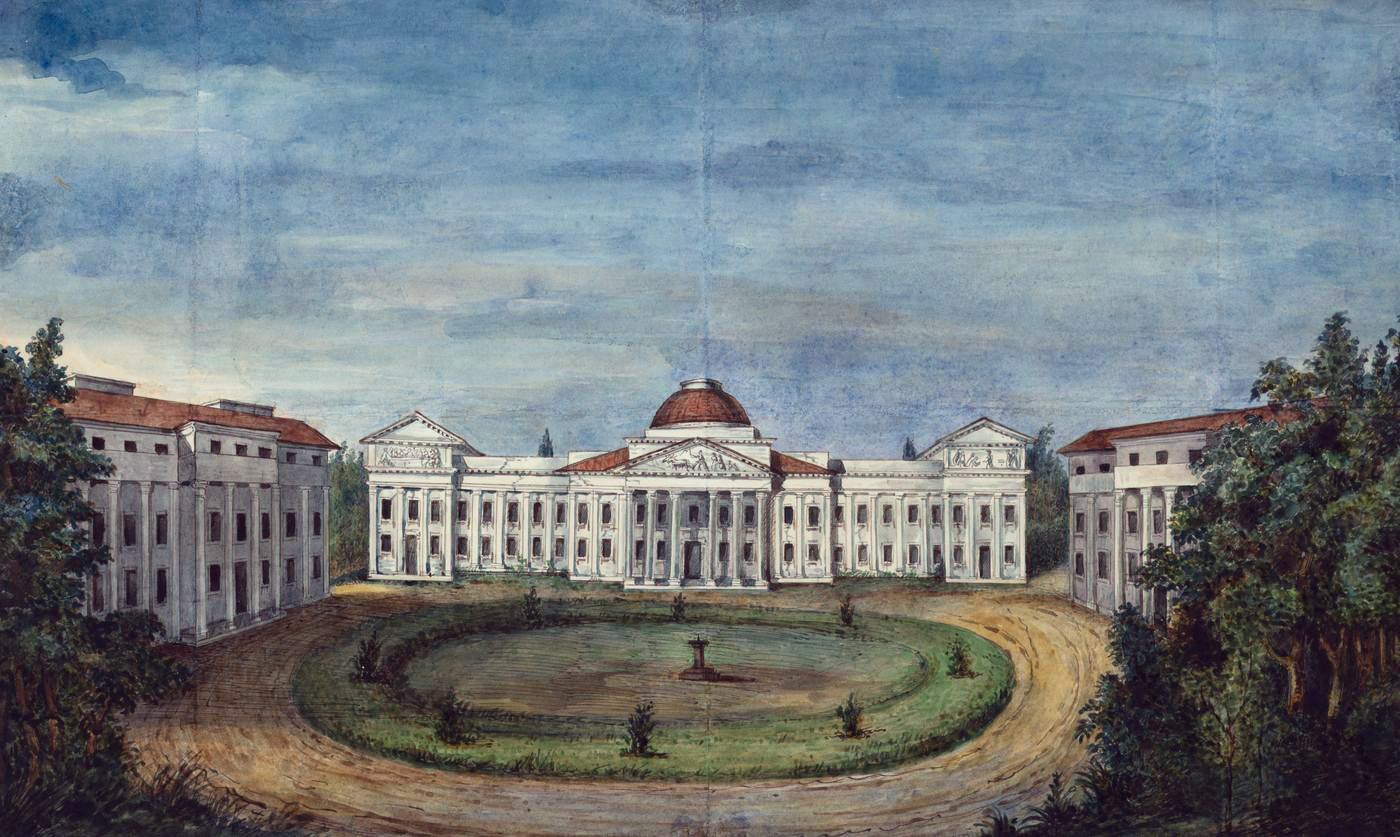
Pałac Biskupi w Werkach
Św. Kazimierz Jagiellończyk, patron archidiecezji wileńskiej
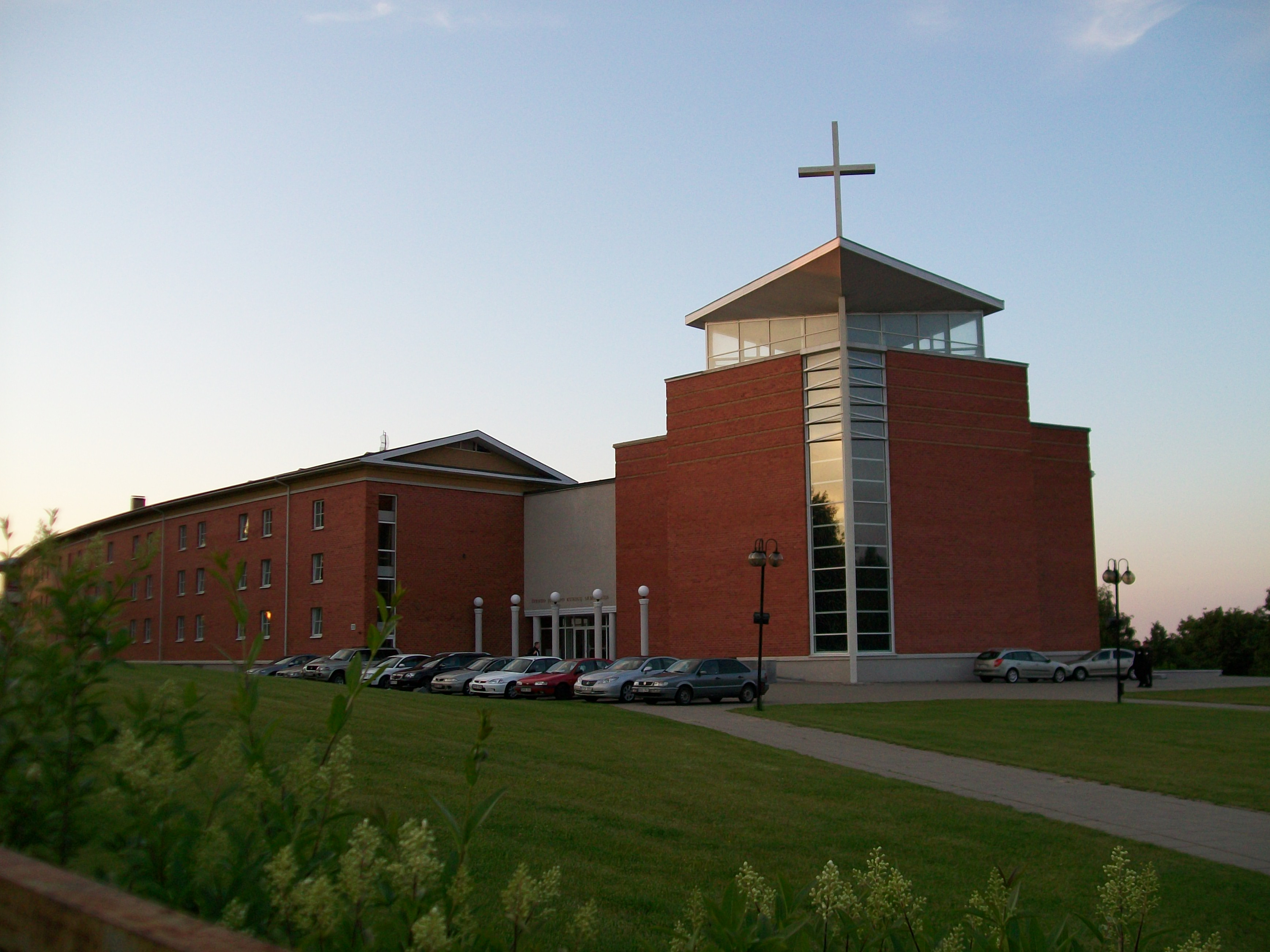
Wyższe Seminarium Duchowne św. Józefa w Wilnie